# Lars Jensen (politiker, 1819-1891)
 For alternative betydninger, se Lars Jensen. (Se også artikler, som begynder med Lars Jensen)
Lars Jensen (født 15. november 1819 i Vesterby på Øland, død 20. januar 1891) var en dansk gårdejer og politiker. Han var medlem af Folketinget valgt i Hjørring Amts 5. valgkreds (Halvrimmenkredsen) fra 1849 til 1855 og medlem af Landstinget fra 1863 til 1866. Han var også medlem af Rigsrådets Folketing 1865-1866. Lars Jensen var bror til folketingsmand Peder Jensen.